# Герасим Јордански
Герасим Јордански је био хришћански монах и ава из 5. века. 
Пореклом је из Ликије (Кападокија, Мала Азија). Као младић решио је да свој живот посвети Богу. Прво се подвизавао у Египту, у Фиваидској пустињи. После много година (око 450.) је прешао у Палестину у Јорданску пустињу и тамо основао обитељ, у којој је имао око 70 монаха, која и данас постоји. Он је поставио нарочити пропис за свој манастир, по коме:
- монаси су 5 дана проводили у својим ћелијама плетући кошнице и рогозине
- нису смели никад ложити ватру по ћелијама
- 5 дана су јели само по мало сувог хлеба и урме
- монаси су морали држати своје ћелије отворене и кад би изашли тако да би свак могао, ако би и шта би хтео, узети из њихових ћелија
- суботом и недељом скупљали су се у манастирску цркву, имали заједничку трпезу, са поврћем и са мало вина. Тада би сваки монах доносио и стављао пред ноге игуманове оно што је израдио за прошлих пет дана.
- Сваки је монах имао само по једну хаљину.

Свети Герасим био је пример свима у хришћанском начину живота. За време Часног поста није јео ништа сем што се причешћивао. У хришћанској традицији се такође спомиње да је једном видео лава како риче од бола, јер му је трн био у нози. Герасим је пришао, прекрстио се, и извадио лаву трн из ноге. Лав се тада тако укротио, да је дошао за Герасимом у манастир и ту остао до његове смрти, а када је Герасим умро, и лав је умро од бола за њим. Герасим је учествовао на IV васељенском сабору у Халкидону, у време Маркијана и Пулхерије, па иако је и он најпре мало нагињао монофизитској јереси Евтихија и Диоскора, на Сабору је био велики поборник православља. Свети Јевтимије одвратио га је од јереси. 
У хришћанској традицији се помиње да је, у време када је преминуо Свети Јевтимије Велики (473.) преподобни Герасим имао виђење у којем Анђели узносе душу упокојеног на небо. Од Герасимових ученика најпознатији је био Свети Киријак Отшелник. Свети Герасим је преминуо 475. године.